# Wat Chetuphon

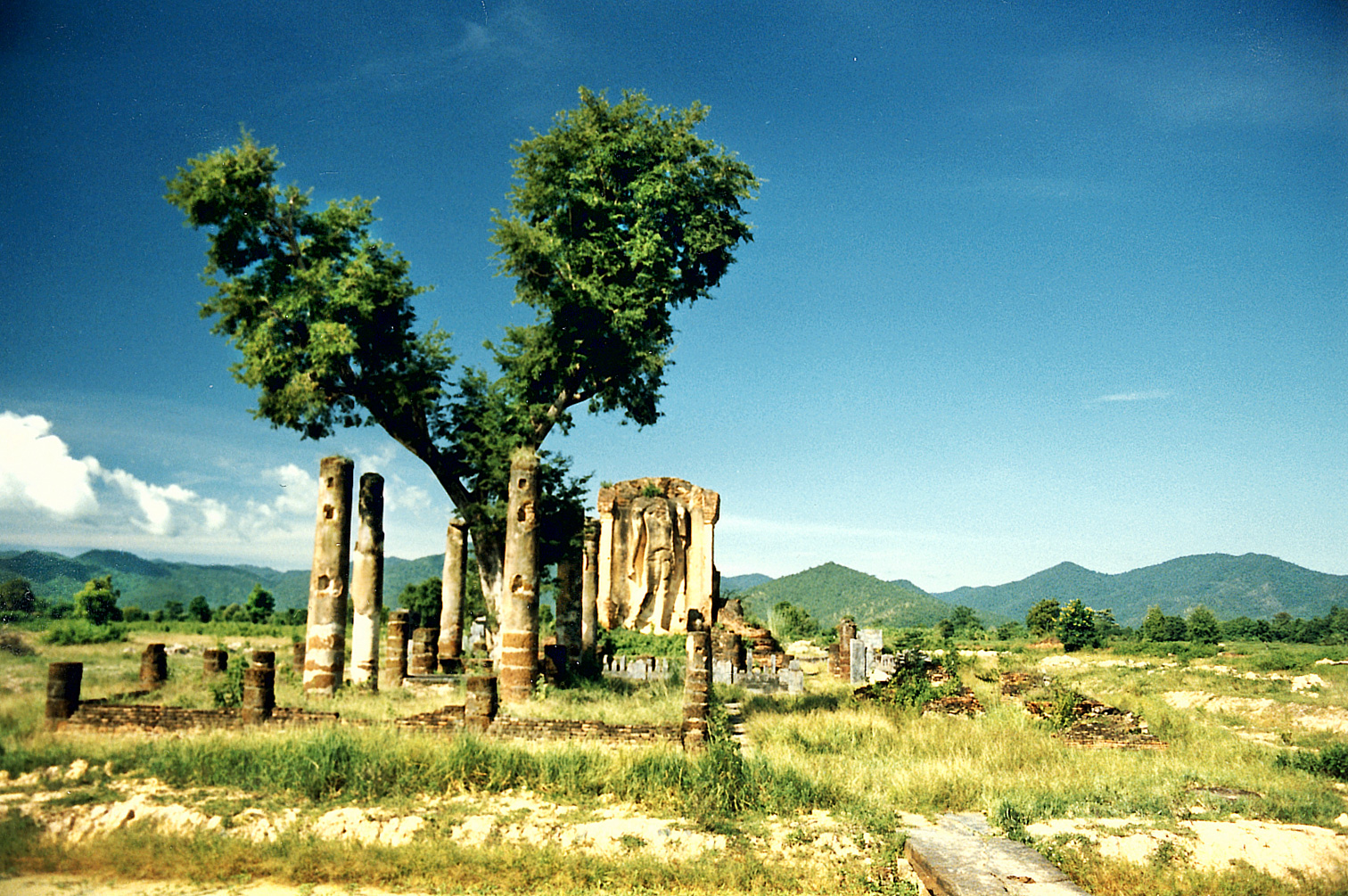
Wat Chetuphon, Foto von Oktober 1986

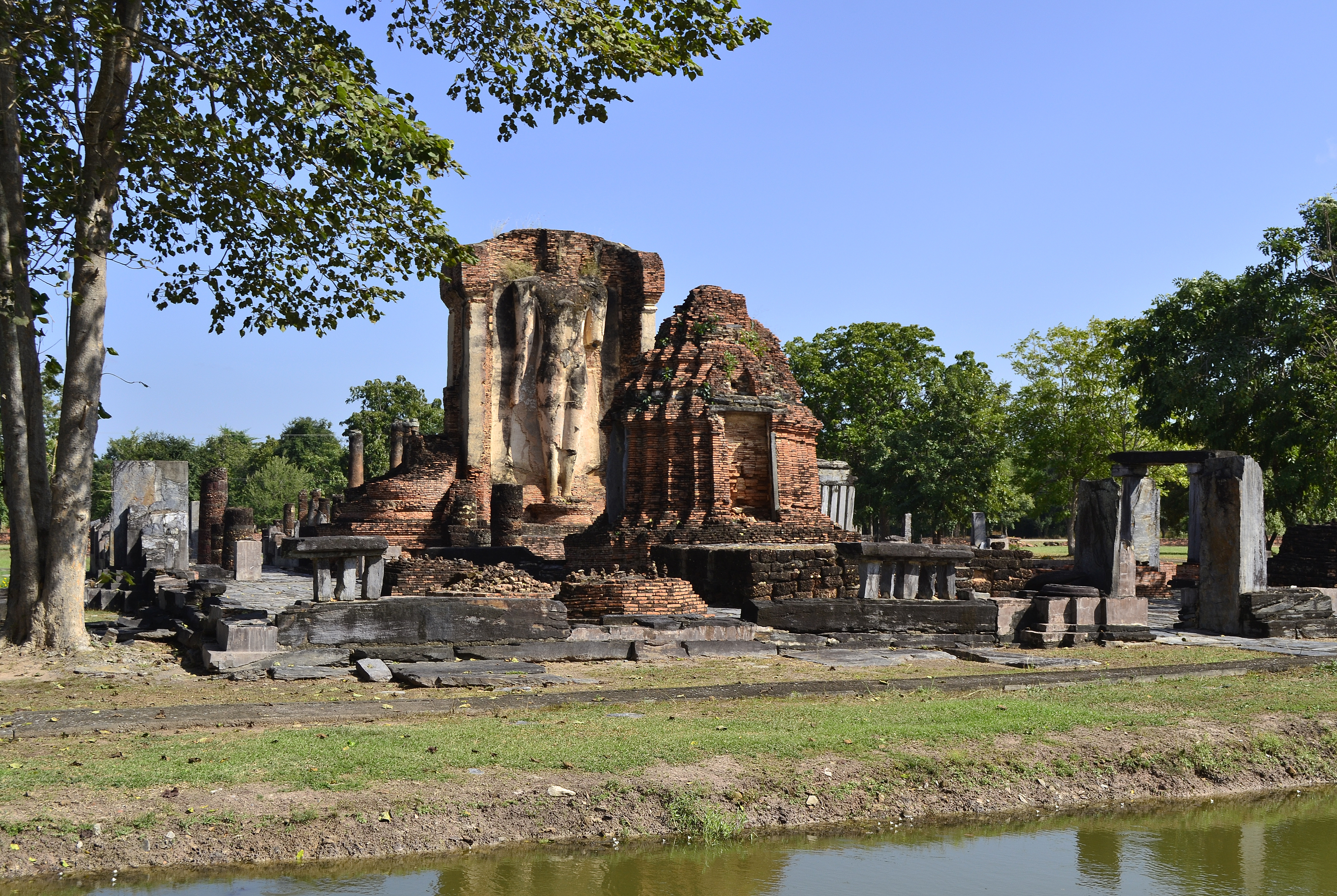
Wat Chetuphon, Foto von Dezember 2013

Der Wat Chetuphon (Thai: วัดเชตุพน, Tempel von Jetavana) ist die Ruine einer buddhistischen Tempelanlage (Wat) in Sukhothai, Provinz Sukhothai in der Nordregion von Thailand.

## Lage
Der Wat Chetuphon liegt etwa zwei Kilometer südlich des südlichen Stadtwalls, welcher die historische Altstadt von Sukhothai umschließt. 
Wat Chetuphon ist Teil des Geschichtsparks Sukhothai.

## Baugeschichte
Der Wat Chetuphon wurde in der Zeit des Königreiches Sukhothai errichtet. Da er in einer datierbaren Steininschrift („Wat Sorasak Inscription“, #XLIX) erwähnt wird, muss er vor 1412 erbaut worden sein.
Der Tempel wurde zwischen 1970 und 1972 vom Fine Arts Department restauriert.

## Sehenswürdigkeiten
Folgende Sehenswürdigkeiten befinden sich im Bereich des Wat Chetuphon:
- Ein Wassergraben und eine Ziegelstein-Mauer umgeben diesen Tempel. Im Zentrum steht ein großer Ziegel-Mondop, an dessen vier Außenseiten sich jeweils eine Stuck-Buddhaskulptur mit unterschiedlichen Haltungen (Mudra) befindet. Die östliche Figur stellt einen schreitenden Buddha dar, die nördliche einen sitzenden, die westliche einen stehenden und die südliche einen liegenden Buddha. Die beiden großen Statuen im Westen und im Osten sind so genannte „Phra Attharot“ (Attharasa: Pali für achtzehn; die Statue ist achtzehn Ellen groß, das entspricht 8,3 Meter). Sie wurden wahrscheinlich Ende des vierzehnten oder Anfang des fünfzehnten Jahrhunderts geschaffen.
- Das Besondere an diesem Tempel ist die Verwendung von Schiefer bei den Galerien um den Mondop und den Tür-Rahmen.
- Im Westen steht ein etwas kleinerer Mondop mit einer Buddha-Statue, die von den Einheimischen „Phra Sri Ariya“ (Maitreya) genannt wird. Spuren von schwarzen Blumenmustern können an seinen Wänden ausgemacht werden.
- Dem Mondop vorgelagert ist eine Versammlungshalle (Wihan), von der heute nur noch die Grundmauern und einige Säulenfragmente zu sehen sind.
- Etwa 100 Meter südlich des Wassergrabens befindet sich eine Ordinationshalle (Ubosot oder Bot). Sie steht auf einem etwas erhöhtem Erdhügel und hat zwei Sätze von Bai Sema (Grenzsteinen).